# Выборы губернатора Томской области (2022)
Досрочные выборы губернатора Томской области состоялись в Томской области 11 сентября 2022 года в единый день голосования. Губернатор избирается на пятилетний срок.
На 1 января 2022 года в Томской области было зарегистрировано 757 507 избирателей.
Председатель Избирательной комиссии Томской области — Ростислав Радзивил.

## Предшествующие события
Предыдущие выборы губернатора Томской области прошли 10 сентября 2017 года. На них победил Сергей Жвачкин, руководивший регионом с 2012 года. 10 мая 2022 года после отставки губернатора Томской области, президент Владимир Путин своим указом назначил временно исполняющим обязанности губернатора Владимира Мазура. В результате, намеченные на 11 сентября очередные выборы главы региона формально стали досрочными.

## Ключевые даты
16 июня избирком Томской области принял решение о проведении выборов губернатора в течение двух дней — с 10 по 11 сентября.

## Кандидаты
21 июня региональное отделение Партии пенсионеров выдвинуло кандидатуру председателя правления томского реготделения Российской партии пенсионеров за социальную справедливость Виктора Гринева.
25 июня региональное отделение партии «Единая Россия» выдвинуло и. о. главы региона Владимира Мазура кандидатом для участия в выборах губернатора. В тот же день своих кандидатов выдвинули КПРФ и Справедливая Россия — За правду. Ими стали депутат Томской городской думы Андрей Петров и депутат областной думы Галина Немцева соответствено.
27 июня региональное отделение ЛДПР приняло решение не участвовать в выборах губернатора Томской области. 2 июля аналогичное решение приняла Партия Роста.